# Acranthera
Acranthera nom. cons., biljni rod iz porodice broćevki. Sastoji se od oko 40 vrsta (42) rasprostranjenih po južnoj i jugoistočnoj Aziji.
Rod je opisan u Plantarum vascularium genera secundum ordines ... 1: 162. 1838.

## Vrste
1. Acranthera abbreviata Valeton
2. Acranthera anamallica Bedd.
3. Acranthera athroophlebia Bremek.
4. Acranthera atropella Stapf
5. Acranthera aurantiaca Valeton ex Bremek.
6. Acranthera axilliflora Valeton
7. Acranthera bullata Merr.
8. Acranthera burmanica Y.H.Tan & B.Yang
9. Acranthera capitata Valeton
10. Acranthera ceylanica Arn. ex Meisn.
11. Acranthera didymocarpa (Ridl.) K.M.Wong
12. Acranthera endertii Bremek.
13. Acranthera frutescens Valeton
14. Acranthera grandiflora Bedd.
15. Acranthera hallieri Valeton
16. Acranthera hirtostipula Valeton
17. Acranthera involucrata Valeton
18. Acranthera johannis-winkleri Merr.
19. Acranthera lanceolata Valeton
20. Acranthera longipes Merr.
21. Acranthera longipetiolata Merr. ex Bremek.
22. Acranthera maculata Valeton
23. Acranthera megaphylla Bremek.
24. Acranthera monantha Valeton
25. Acranthera nieuwenhuisii Valeton ex Bremek.
26. Acranthera ophiorhizoides Valeton
27. Acranthera parviflora Valeton
28. Acranthera philippinensis Merr.
29. Acranthera ruttenii Bremek.
30. Acranthera salmonea Bremek.
31. Acranthera siamensis (Kerr) Bremek.
32. Acranthera siliquosa Bremek.
33. Acranthera simalurensis Bremek.
34. Acranthera sinensis C.Y.Wu
35. Acranthera strigosa Valeton
36. Acranthera tomentosa R.Br. ex Hook.f.
37. Acranthera variegata Merr.
38. Acranthera velutinervia Bremek.
39. Acranthera virescens (Ridl.) Govaerts
40. Acranthera yatesii Merr.